# 1-я Косторная
1-я Косторная — деревня в Большесолдатском районе Курской области. Входит в Любимовский сельсовет.

## География
Деревня находится на реке Реут, в 44 километрах к юго-западу от Курска, в 21 километрах к северо-востоку от районного центра — села Большое Солдатское, в 3 км от центра сельсовета — Любимовка.
Улицы
В деревне улицы: 60 лет Победы (28 домов), Гусинец (46 домов), Луговая (26 домов), Школьная (44 дома).
Климат
1-я Косторная, как и весь район, расположена в поясе умеренно континентального климата с тёплым летом и относительно тёплой зимой (Dfb в классификации Кёппена).

## Население
| 2002 | 2010 |
| ---- | ---- |
| 344  | ↘306 |

## Транспорт
1-я Косторная находится в 2,5 км от автодороги регионального значения 38К-004 (Дьяконово — Суджа — граница с Украиной), на автодороге межмуниципального значения 38Н-086 (38К-004 — Любимовка — Имени Карла Либкнехта), в 18 км от ближайшего ж/д остановочного пункта 428 км (линия Льгов I — Курск).